# Rari Nantes Savona 2010-2011
Questa voce raccoglie le informazioni riguardanti la Rari Nantes Savona nelle competizioni ufficiali di pallanuoto maschile della stagione 2010-2011.

## Organigramma societario
Area direttiva
- Presidente: Bruno Pisano
- Vicepresidente: Giuseppe Gervasio
- Direttore generale: Claudio Strinati
- Consiglieri: Filippo Cuneo, Gerardo Ghiliotto, Luigi Minuto e Luca Martino

Area organizzativa
- Responsabile marketing: Luca La Cava
- Addetto stampa e segreteria: Laura Sicco

Area tecnica
- Direttore sportivo: Piertino Sciacero
- Team manager: Domenico Chiriaco
- Allenatore: Claudio Mistrangelo

## Rosa
Prima squadra anno 2010-2011
| N° |                        | Ruolo | Giocatore        |
| -- | ---------------------- | ----- | ---------------- |
|    | Italia (bandiera)      | P     | Goran Volarević  |
|    | Italia (bandiera)      | P     | Simone Antona    |
|    | Italia (bandiera)      | P     | Fabio Casarino   |
|    | Stati Uniti (bandiera) | D     | Jesse Smith      |
|    | Italia (bandiera)      | D     | Deni Fiorentini  |
|    | Italia (bandiera)      | D     | Massimo Giacoppo |
|    | Italia (bandiera)      | D     | Lorenzo Bianco   |
|    | Italia (bandiera)      | D     | Edoardo Colombo  |
|    | Italia (bandiera)      | CV    | Goran Fiorentini |
|    | Italia (bandiera)      | CV    | Luca Fulcheris   |

| N° |                       | Ruolo | Giocatore            |
| -- | --------------------- | ----- | -------------------- |
|    | Italia (bandiera)     | CV    | Jacopo Colombo       |
|    | Italia (bandiera)     | CV    | Jacopo Alesiani      |
|    | Italia (bandiera)     | CV    | Matteo Astarita      |
|    | Montenegro (bandiera) | CV    | Mlađan Janović       |
|    | Italia (bandiera)     | CB    | Michele Lapenna      |
|    | Italia (bandiera)     | CB    | Matteo Aicardi       |
|    | Italia (bandiera)     | A     | Federico Mistrangelo |
|    | Italia (bandiera)     | A     | Alberto Angelini     |
|    | Italia (bandiera)     | A     | Valerio Rizzo        |

## Risultati

### Serie A1

#### Regular season

##### Girone di andata
| Arbitri: | Daniele Bianco Luca Bianco |

|                                                                    |           |                                                                                 |
| Luongo S., Tyrrell Luongo M. Avallone, Caliogna, Martin, Temellini | Marcatori | Janović Aicardi Fiorentini D., Mistrangelo Fiorentini G., Lapenna, Rizzo, Smith |

| Arbitri: | Massimo Monnis Domenico Rotondano |

|                                                                                          |           |                                          |
| Astarita Fiorentini G., Giacoppo, Janović, Rizzo Fiorentini D., Lapenna, Smith Fulcheris | Marcatori | Barillari Cesini, Sacco, Strafforello G. |

| Arbitri: | Massimiliano Caputi Cristina Taccini |

|                                          |           |                                                            |
| Calcaterra, Elez Binchi Franicević, Nora | Marcatori | Fiorentini G. Janović Angelini, Rizzo Aicardi, Mistrangelo |

| Arbitri: | Mario Bianchi Fabio Collantoni |

| |           |                                  |
| Astarita, Rizzo Fiorentini G. Aicardi, Smith Angelini, Fiorentini D., Fulcheris, Giacoppo, Janović, Mistrangelo | Marcatori | Cotella, Damonte, Lanzoni, Nyeki |

| Arbitri: | Maurizio De Chiara Dante Saeli |

|                              |           |                                                                               |
| Popović Pagani Bini, Sottani | Marcatori | Fiorentini G., Mistrangelo Aicardi Angelini, Fiorentini D., Giacoppo, Janović |

| Arbitri: | Giuseppe Fusco Massimo Monnis |

| |           |                                                   |
| Giacoppo Astarita, Fiorentini D., Fiorentini G. Aicardi, Fulcheris, Janović, Mistrangelo, Rizzo, Smith | Marcatori | Napolitano, Suti Casasola, Đogaš, Scotti Galletta |

| Arbitri: | Antonio Pascucci Paolo Bensaia |

|                                       |           |                                                                |
| Buckner, Grossi, Maddaluno Calcaterra | Marcatori | Aicardi, Fiorentini G., Rizzo Fiorentini D., Giacoppo, Janović |

| Arbitri: | Fabio Collantoni Stefano Riccitelli |

|                                                                                     |           |                                                 |
| Fiorentini D., Fiorentini G., Rizzo Astarita, Giacoppo, Janović, Mistrangelo, Smith | Marcatori | Baraldi, Guidaldi, Pérez Gallo, Hutten, Saccoia |

| Arbitri: | Luca Bianco Stefano Pinato |

|                  |           |                                        |
| Nossek Magalotti | Marcatori | Janović Astarita, Aicardi, Mistrangelo |

| Arbitri: | Giuseppe Fusco Cristina Taccini |

|                                        |           |                                       |
| Fiorentini G., Janović Angelini, Rizzo | Marcatori | Markovic Leporale, Presciutti, Tafuro |

| Arbitri: | Massimiliano Caputi Attilio Paoletti |

|                                        |           |                                                |
| Ivović Benedek Felugo, Figlioli, Gitto | Marcatori | Rizzo Aicardi, Fiorentini G., Janović, Lapenna |

##### Girone di ritorno
| Arbitri: | Raffaele Daniele Stefano Riccitelli |

|                                                               |           |                                               |
| Janović Rizzo Fiorentini G. Angelini, Astarita, Fiorentini D. | Marcatori | Luongo S. Caliogna Luongo M., Martin, Sadovyy |

| Arbitri: | Alessia Ferri Alessandro Severo |

|                   |           |                                                                                              |
| Amelio, Barillari | Marcatori | Rizzo Astarita, Giacoppo Fiorentini D., Janović, Smith Aicardi, Angelini, Fulcheris, Lapenna |

| Arbitri: | Mario Bianchi Antonio Pascucci |

|                                           |           |                                               |
| Rizzo Janović Angelini, Astarita, Lapenna | Marcatori | Calcaterra Caliogna, Elez, Giorgi, Presciutti |

| Arbitri: | Paolo Bensaia Leonardo Ceccarelli |

|                                  |           |                                                         |
| Marziali, Nyeki Damonte, Lanzoni | Marcatori | Fiorentini G. Janović Aicardi Astarita, Giacoppo, Rizzo |

| Arbitri: | Massimiliano Caputi Dante Saeli |

|                                                                        |           |                                       |
| Fiorentini G. Janović Angelini, Astarita, Fiorentini D., Rizzo Aicardi | Marcatori | Radu Gobbi, Pagani Bini, Di Fulvio F. |

| Arbitri: | Attilio Paoletti Scappini |

|                                              |           |                                                   |
| Suti Đogaš, Scotti Galletta, Zimonjić, Zovko | Marcatori | Fiorentini G. Janović Fiorentini D., Rizzo, Smith |

| Arbitri: | Maurizio De Chiara Giuseppe Fusco |

|                                                                             |           |                                                   |
| Astarita, Rizzo Aicardi, Angelini, Lapenna Fiorentini G., Giacoppo, Janović | Marcatori | Buckner, Calcaterra Grossi, Innocenzi, Vittorioso |

| Arbitri: | Leonardo Ceccarelli Fabio Collantoni |

|                                      |           |                                                |
| Gallo Saccoia, Ban Buonocore Bertoli | Marcatori | Angelini Rizzo Astarita, Fiorentini G. Janović |

| Arbitri: | Raffaele Daniele Attilio Paoletti |

|                                                                           |           |                                               |
| Fiorentini G. Astarita, Lapenna, Janović Aicardi, Fulcheris, Rizzo, Smith | Marcatori | Magalotti Bianco, Camilleri, Mugnaini, Nossek |

| Arbitri: | Stefano Alfi Filippo Gomez |

|                                                                            |           |                                                                                        |
| Presciutti Di Rocco Latini, Leporale, Nieves Urreli, Sebastianutti, Tafuro | Marcatori | Angelini Aicardi, Astarita, Fiorentini D., Giacoppo, Janović, Lapenna Fulcheris, Rizzo |

| Arbitri: | Maurizio De Chiara Stefano Pinato |

|                                               |           |                                                   |
| Astarita Fiorentini G., Janović, Rizzo, Smith | Marcatori | Ivović Figari, Gitto Benedek, Giorgetti, Zloković |

#### Play-off

##### Quarti di finale
| Arbitri: | Mario Bianchi Alessandro Severo |

|                                     |           |                                                                                  |
| Fondelli Luongo M., Martin, Tyrrell | Marcatori | Janović Aicardi, Angelini, Astarita Fiorentini D., Fiorentini G., Lapenna, Smith |

| Arbitri: | Luca Bianco Stefano Pinato |

|                                                    |           |                                         |
| Lapenna Astarita Giacoppo Angelini, Janović, Smith | Marcatori | Sadovyy Luongo M., Luongo S. Temellini, |

##### Semifinale
| Arbitri: | Attilio Paoletti Alessandro Severo |

|                                 |           |                            |
| Janović Aicardi Astarita, Rizzo | Marcatori | Bertoli Ban, Gallo, Hutten |

| Arbitri: | Dragan Stampalija (CRO) Brala (CRO) |

|                             |           |                                                             |
| Buonocore, Gallo, Mattiello | Marcatori | Fiorentini G. Angelini, Janović Fiorentini D., Rizzo, Smith |

##### Finale
| Arbitri: | Vlasic (CRO) Nenad Peris (CRO) |

|                                                              |           |                                                            |
| Benedek, Figlioli Ivović Felugo, Figari, Giorgetti, Zloković | Marcatori | Janović Astarita Aicardi, Fiorentini G., Giacoppo, Lapenna |

| Arbitri: | Filippo Gomez Mario Bianchi |

|                                                |           |                                            |
| Astarita Janović Fiorentini G. Angelini, Rizzo | Marcatori | Ivović Giorgetti Benedek, Figari, Zloković |

| Arbitri: | Massimiliano Caputi Attilio Paoletti |

|                                                                           |           |                       |
| Di Costanzo, Giorgetti Benedek, Figari, Figlioli, Gitto, Ivović, Zloković | Marcatori | Fiorentini G. Janović |

### Coppa Italia

#### Secondo turno
| Arbitri: | Alessia Ferri Antonio Pascucci |

|                                    |           |                                     |
| Sottani Bini, Radu Pagani, Popović | Marcatori | Mistrangelo, Lapenna Janović, Rizzo |

| Arbitri: | Stefano Riccitelli Domenico Rotondano |

|                                                       |           |                                                             |
| Janović Aicardi, Angelini, Fiorentini D., Mistrangelo | Marcatori | Rath Binchi, Calcaterra, Caliogna, Fresia, Nora, Presciutti |

| Arbitri: | Domenico Rotondano Stefano Riccitelli |

|                                                                               |           |                                   |
| Aicardi Giacoppo Fiorentini D. Angelini, Fiorentini G., Janović, Rizzo, Smith | Marcatori | Camilleri Nossek Bettini, Deserti |

### LEN Euroleague

#### Secondo turno preliminare
| Arbitri: | Irakli Kikalishvili (GRE) Sergei Naumov (RUS) |

|                          |           |                                                                                   |
| Katsaounis, Vlachopoulos | Marcatori | Aicardi Lapenna Angelini, Fiorentini D., Fiorentini G., Mistrangelo, Smith, Rizzo |

| Arbitri: | Sergei Naumov (RUS) Thomas Schlunz (GER) |

|                                    |           |                                                 |
| Vukčević Basic, Boyd, Jokić, Ticic | Marcatori | Fiorentini G., Janović Aicardi, Angelini, Rizzo |

| Arbitri: | Balazs Fekete (HUN) Sergei Naumov (RUS) |

|                                          |           |                                      |
| Mallarach Diaz Bruder, Reixac, Rodriguez | Marcatori | Janović Aicardi, Rizzo Fiorentini G. |

### Coppa LEN

#### Secondo turno preliminare
| Arbitri: | Conor Sheridan (IRL) Gabor Kiszelly (HUN) |

|                                                         |           |                                        |
| Rizzo Janović Aicardi, Astarita, Fiorentini G., Lapenna | Marcatori | Garbuzov, Stepanyuk Zheltovskiy Ashaev |

| Arbitri: | Marcela Mauss (GER) Conor Sheridan (IRL) |

|                                    |           |                                                                                 |
| Antiochos Anastasiadis, Miteloudis | Marcatori | Giacoppo Fiorentini G., Janović, Rizzo, Smith Angelini, Astarita, Fiorentini D. |

| Arbitri: | Conor Sheridan (IRL) José Maria Teule Barreda (ESP) |

|                                             |           |                                                                      |
| Barbarić Burburan, Galič Nastran, Vukičevič | Marcatori | Angelini, Fiorentini D., Janović Giacoppo, Mistrangelo, Rizzo, Smith |

#### Ottavi di finale
| Arbitri: | Dejan Adzic (MNE) Sergii Goncharov (UKR) |

|                                             |           |                                               |
| Aksentijevic, Kreckovic Beşkardeşler, Okman | Marcatori | Janović Fiorentini G. Astarita, Fiorentini D. |

| Arbitri: | Nenad Golijanin (SRB) Alexey Krapivin (RUS) |

|                                                                                     |           |                      |
| Fiorentini G. Fiorentini D. Mistrangelo, Rizzo Angelini, Giacoppo, Janović, Lapenna | Marcatori | Çağatay Biyik, Okman |

#### Quarti di finale
| Arbitri: | Boris Margeta (SLO) Molins Jaume Moliner (ESP) |

|                                               |           |                            |
| Fiorentini G., Janović Aicardi Lapenna, Rizzo | Marcatori | Mišić Ágner, Kunac, Szeles |

| Arbitri: | Alexander Galkin (RUS) Dragan Stampalija (CRO) |

|                         |           |                                                             |
| Kunac, Varga T. Czigány | Marcatori | Astarita, Fiorentini G., Janović, Smith Angelini, Fulcheris |

#### Semifinale
| Arbitri: | Hans Klopper (NED) Thomas Schlunz (GER) |

|                                                       |           |                                                                |
| Crousillat Basic Bodegas, Kovacevic, Tromler, Vernoux | Marcatori | Fiorentini D., Fiorentini G., Janović Aicardi, Angelini, Rizzo |

| Arbitri: | Mario Brguljan (MNE) Nikolaos Stavropoulos (GRE) |

|                                                                       |           |                                       |
| Janović Aicardi, Angelini, Astarita, Fiorentini D., Giacoppo, Lapenna | Marcatori | Bodegas Camarasa, Crousillat, Tromler |

#### Finale
| Arbitri: | Radu Matache (ROM) Nenad Peris (CRO) |

|                                                                |           |                                              |
| Kokkinakis, Miralis, Papadogkonas Beristianos, Mazis, Thomakos | Marcatori | Angelini, Janović Aicardi, Astarita, Lapenna |

| Arbitri: | Jurgen Hausche (GER) Boris Margeta (SLO) |

|                                                                         |           |                               |
| Rizzo Fiorentini G., Janović Aicardi, Angelini, Astarita, Fiorentini D. | Marcatori | Kokkinakis, Miralis, Mourikis |

## Statistiche

### Statistiche di squadra
| Competizione   | Punti | In casa | In casa | In casa | In casa | In casa | In casa | In trasferta | In trasferta | In trasferta | In trasferta | In trasferta | In trasferta | In campo neutro | In campo neutro | In campo neutro | In campo neutro | In campo neutro | In campo neutro | Totale | Totale | Totale | Totale | Totale | Totale |
| Competizione   | Punti | G       | V       | N       | P       | Gf      | Gs      | G            | V            | N            | P            | Gf           | Gs           | G               | V               | N               | P               | Gf              | Gs              | G      | V      | N      | P      | Gf     | Gs     |
| -------------- | ----- | ------- | ------- | ------- | ------- | ------- | ------- | ------------ | ------------ | ------------ | ------------ | ------------ | ------------ | --------------- | --------------- | --------------- | --------------- | --------------- | --------------- | ------ | ------ | ------ | ------ | ------ | ------ |
| Campionato     | 57    | 11      | 10      | 0       | 1       | 149     | 81      | 11           | 9            | 0            | 2            | 132          | 93           | -               | -               | -               | -               | -               | -               | 22     | 19     | 0      | 3      | 281    | 174    |
| Play-off       | -     | 3       | 3       | 0       | 0       | 34      | 24      | 4            | 2            | 0            | 2            | 38           | 30           | -               | -               | -               | -               | -               | -               | 7      | 5      | 0      | 2      | 72     | 54     |
| Coppa Italia   | -     | -       | -       | -       | -       | -       | -       | 1            | 1            | 0            | 0            | 14           | 7            | 2               | 0               | 0               | 2               | 13              | 17              | 3      | 1      | 0      | 2      | 27     | 24     |
| LEN Euroleague | -     | -       | -       | -       | -       | -       | -       | 1            | 0            | 0            | 1            | 9            | 10           | 2               | 1               | 0               | 1               | 18              | 10              | 3      | 1      | 0      | 2      | 27     | 20     |
| Coppa LEN      | -     | 4       | 4       | 0       | 0       | 46      | 17      | 5            | 3            | 2            | 0            | 48           | 38           | 2               | 2               | 0               | 0               | 24              | 13              | 11     | 9      | 2      | 0      | 118    | 68     |
| Totale         | -     | 18      | 17      | 0       | 1       | 229     | 122     | 22           | 15           | 2            | 5            | 241          | 178          | 6               | 3               | 0               | 3               | 55              | 40              | 46     | 35     | 2      | 9      | 525    | 340    |

### Statistiche dei giocatori
| Giocatore      | Campionato | Campionato | Play-off | Play-off | Coppa Italia | Coppa Italia | LEN Euroleague | LEN Euroleague | Coppa LEN | Coppa LEN | Totale   | Totale |
| Giocatore      | Presenze   | Gol        | Presenze | Gol      | Presenze     | Gol          | Presenze       | Gol            | Presenze  | Gol       | Presenze | Gol    |
| -------------- | ---------- | ---------- | -------- | -------- | ------------ | ------------ | -------------- | -------------- | --------- | --------- | -------- | ------ |
| M. Aicardi     | 20         | 22         | 6        | 5        | 3            | 5            | 3              | 6              | 10        | 7         | 42       | 45     |
| J. Alesiani    | -          | -          | 1        | 0        | -            | -            | -              | -              | -         | -         | 1        | 0      |
| A. Angelini    | 20         | 19         | 6        | 6        | 2            | 2            | 3              | 2              | 11        | 11        | 42       | 40     |
| S. Antona      | 22         | 0          | 7        | 0        | 3            | 0            | 3              | 0              | 11        | 0         | 46       | 0      |
| M. Astarita    | 22         | 31         | 7        | 13       | 3            | 0            | 3              | 0              | 11        | 8         | 46       | 52     |
| L. Bianco      | 1          | 0          | 1        | 0        | -            | -            | -              | -              | -         | -         | 2        | 0      |
| F. Casarino    | 1          | 0          | -        | -        | 3            | 0            | -              | -              | -         | -         | 4        | 0      |
| E. Colombo     | 2          | 0          | -        | -        | -            | -            | -              | -              | 1         | 0         | 3        | 0      |
| J. Colombo     | 2          | 0          | -        | -        | -            | -            | -              | -              | -         | -         | 2        | 0      |
| D. Fiorentini  | 22         | 19         | 7        | 2        | 3            | 3            | 3              | 1              | 11        | 11        | 46       | 36     |
| G. Fiorentini  | 20         | 45         | 7        | 11       | 3            | 1            | 3              | 4              | 11        | 19        | 44       | 80     |
| L. Fulcheris   | 16         | 6          | 2        | 0        | -            | -            | -              | -              | 4         | 1         | 22       | 7      |
| M. Giacoppo    | 22         | 17         | 7        | 3        | 2            | 3            | 3              | 0              | 11        | 6         | 45       | 29     |
| M. Janović     | 22         | 47         | 7        | 18       | 3            | 5            | 3              | 6              | 11        | 28        | 46       | 104    |
| M. Lapenna     | 18         | 12         | 7        | 8        | 3            | 2            | 3              | 2              | 10        | 5         | 41       | 29     |
| F. Mistrangelo | 10         | 10         | 6        | 0        | 3            | 3            | 3              | 1              | 8         | 3         | 30       | 17     |
| V. Rizzo       | 22         | 41         | 6        | 3        | 3            | 2            | 3              | 4              | 10        | 14        | 44       | 64     |
| J. Smith       | 22         | 12         | 7        | 3        | 2            | 1            | 3              | 1              | 11        | 5         | 45       | 22     |
| G. Volarević   | 21         | 0          | 7        | 0        | -            | -            | 3              | -              | 11        | -         | 42       | 0      |